# Jarinu
Jarinu este un oraș în São Paulo (SP), Brazilia.